# ناوكو موري
ناوكو موري (باليابانية: 森尚子) هي ممثلة يابانية ولدت في 29 نوفمبر 1971 في اليابان.

## أعمال

### أفلام
- (1997) سبايس ورلد[6]
- (1999) توبسي ترفي
- (2015) ايفرست
- (2017) حياة[7]
- (2018) ماما ميا! لنذهب مرة أخرى[8][9]

## وصلات خارجية
- ناوكو موري على موقع IMDb (الإنجليزية)
- ناوكو موري على موقع ألو سيني (الفرنسية)
- ناوكو موري على موقع أول موفي (الإنجليزية)
- ناوكو موري على موقع قاعدة بيانات الفيلم (الإنجليزية)
- ناوكو موري على موقع كينوبويسك (الروسية)